# بورس کالا
بورس کالا (به انگلیسی: Commodity exchange) در اصطلاح علم اقتصاد، به بازار تشکل یافته‌ای که در آن کالا یا کالاهای معینی مورد معامله قرار می‌گیرند. کالاها در بازار بورس به شکل انبوه موجود نیستند تنها نمونه‌هایی از آن‌ها در این مراکز نگهداری می‌شود. بورس‌ها کالاهای استانداردی را پذیرش و اشخاص از طریق کارگزاران معاملاتی را انجام می‌دهند که می‌تواند به صورت نقدی یا مشتقات مبتنی بر کالا باشد.کالاها در انبارهای تحت نظارت بورس‌ها نگهداری می‌شود و بورس ناظر بر مبادلات، تسویه و تحویل کالاهاست.عمده‌ترین کالاهای مورد مبادله در بورس‌های کالا عبارت‌اند از گندم، جو، قهوه، کاکائو، آهن، مس، زغال سنگ، نفت، پنبه، چرم. مواد شیمیایی و مواد خام و کالاهای واسطه‌ای خودرو نیز در بورس کالا مورد معامله قرار می‌گیرند.
مهمترین مزیت ناشی از بورس کالا امکان پوشش ریسک نوسانات نرخ ارز است، بدین ترتیب بازرگانان به کمک بورس کالا می‌توانند ریسک خود را در واردات و صادرات کالاها و مواد اولیه به حداقل برسانند. همچنین بورس کالا موجب شفافیت در قیمت‌گذاری کالاهای پذیرش شده نیز می‌شود.